# Nœud de Romano
Le nœud de Romano est un nœud qui sert à créer une boucle orientée dans le sens de la corde.

## Type de nœud
Le nœud de Romano est de la famille des nœuds de base. Sa résistance est équivalente à celle du nœud en huit de plein poing, nettement supérieure à celle du nœud en huit directionnel avec lequel il est souvent confondu.

## Nouage

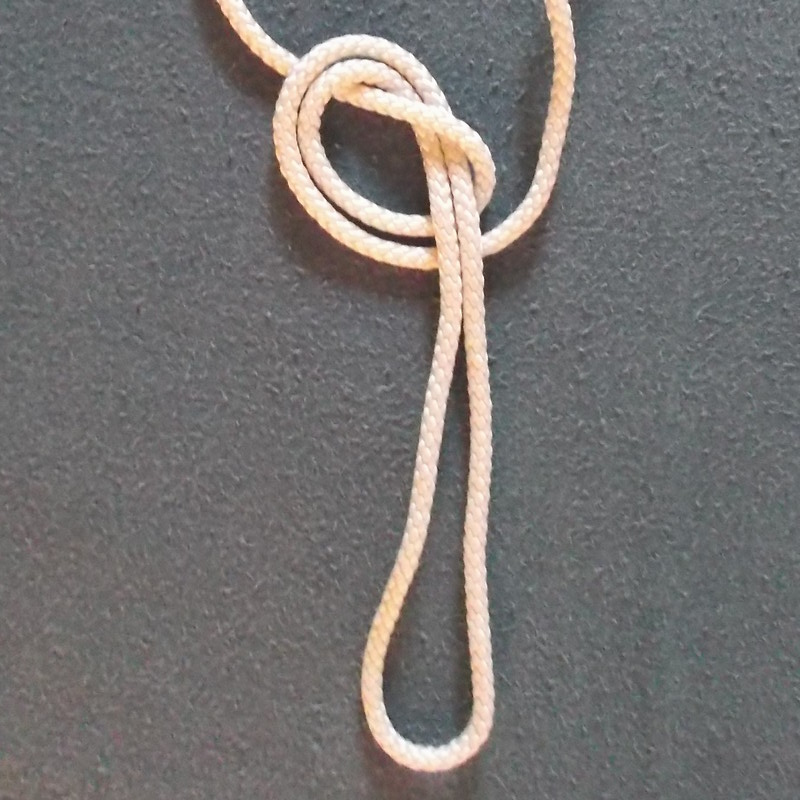
Réaliser un nœud de plein poing dont on perd un brin,
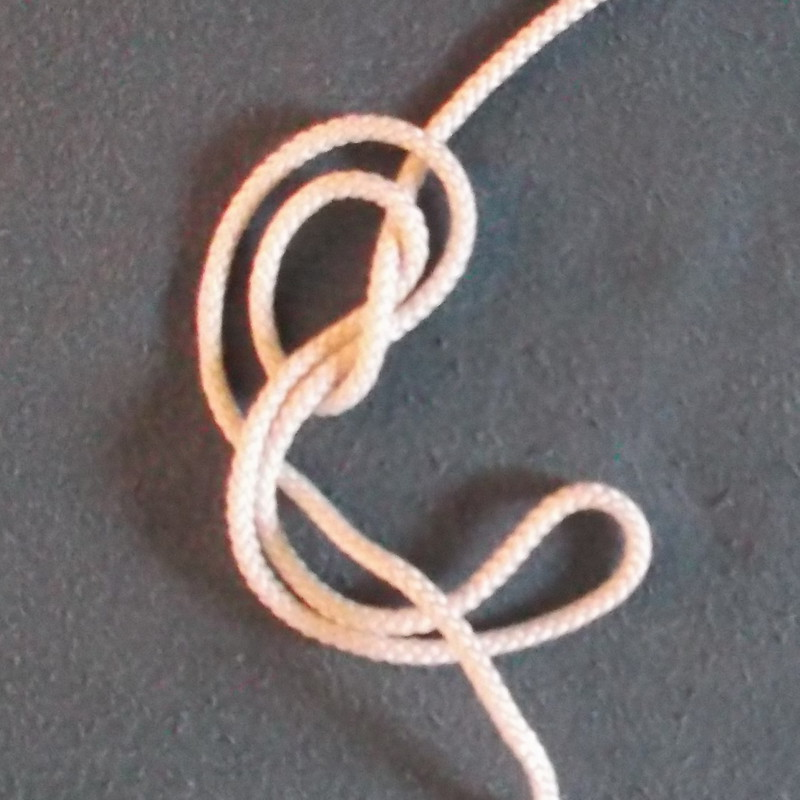
la ganse « rattrape » le brin oublié,
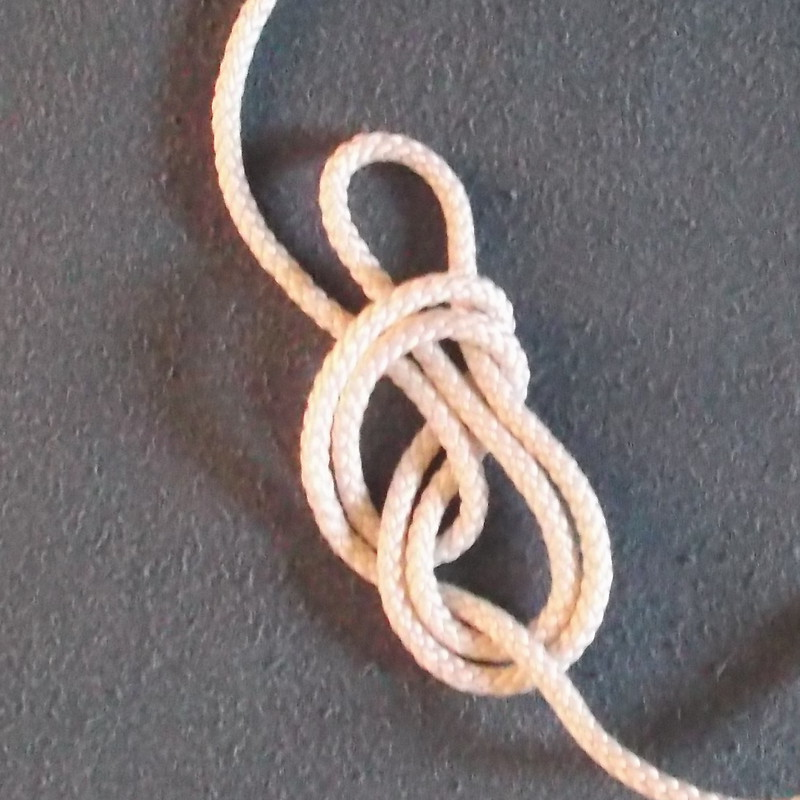
et revient se nouer dans le nœud de base.
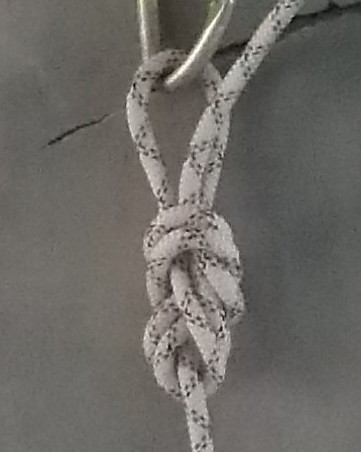
D'un côté, le nœud de Romano à l'apparence d'un nœud en huit ;
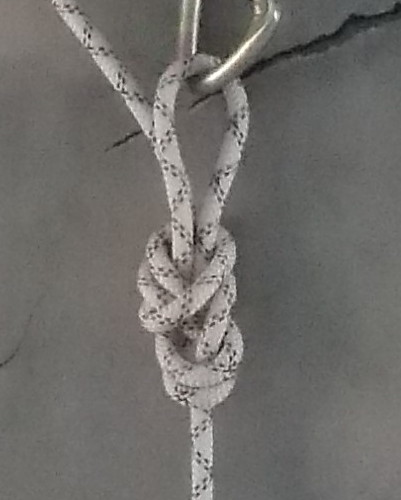
de l'autre, on distingue en haut le nœud simple, et en bas le tour mort.

## Intérêt

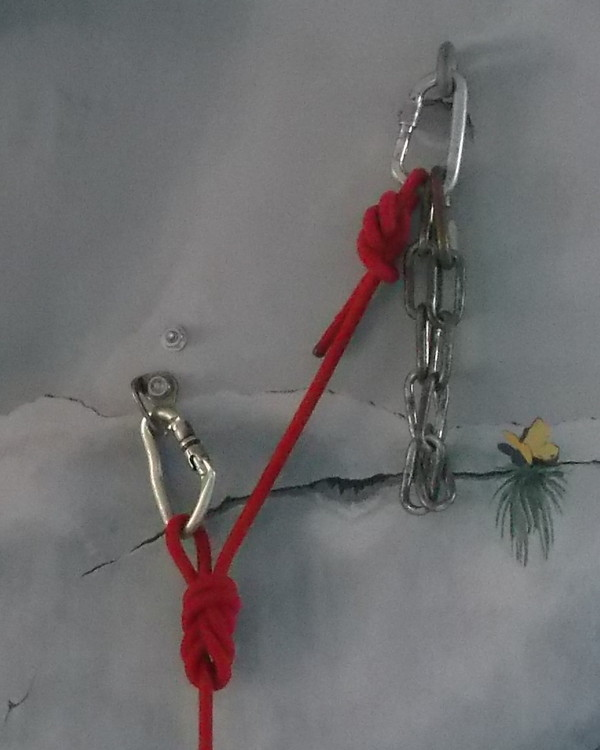
Nœud de Romano sur amarrage.

Le nœud de Romano réalisé au point bas d'un double amarrage permet d'optimiser la tension de la corde.